# Fossil (Oregon)
Fossil é uma cidade localizada no estado norte-americano de Oregon, no Condado de Wheeler.

## Demografia
Segundo o censo norte-americano de 2000, a sua população era de 469 habitantes.
Em 2006, foi estimada uma população de 413, um decréscimo de 56 (-11.9%).

## Geografia
De acordo com o United States Census Bureau tem uma área de
2,0 km², dos quais 2,0 km² cobertos por terra e 0,0 km² cobertos por água.

## Localidades na vizinhança
O diagrama seguinte representa as localidades num raio de 44 km ao redor de Fossil.